# Саобраћајни ток
Саобраћајни ток чине сва возила која се крећу посматраним делом пута са истог изворишта и имају исти циљ путовања.

## Теорија саобраћајног тока
Теорија саобраћајног тока је научна дисциплина која се бави изучавањем услова кретања моторних возила у саобраћајним токовима на мрежи друмских саобраћајница.
Основни задаци теорије саобраћајног тока су истраживање и дефинисање основних величина саобраћајних токова и карактеристика свих величина. Анализа резултата истраживања зависности основних параметара саобраћајног тока омогућавају управљање саобраћајним токовима на путној мрежи.
Значај изучавања саобраћајног тока огледа се у начину за изналажење решења за одвијање саобраћајних токова у условима „загушења“ на путевима, односно отклањању уских грла. Загушење, тј. уско грло представља појаву у којој на посматраној деоници пута нема кретања саобраћајног тока. Ако се посматра одвијање саобраћаја на саобраћајници може се видети да се возила крећу различитим брзинама на појединим деловима саобраћајнице. Свако возило на посматраној деоници својим кретањем утиче на друго возило. Што је број возила на делу већи, то ће и утицај бити израженије.

## Параметри саобраћајног тока
За описивање саобраћајних токова и законитости кретања моторних возила у саобраћаним токовима на друмским саобраћајницама дефинисани су показатељи. Ти показатељи у теорији саобраћајног тока се називају основни параметри саобраћајног тока. У ред релевантних показатеља за описивање саобраћајног тока се најчешће сврставају:
- Проток возила
- Густина саобраћајног тока
- Брзина саобраћајног тока: средња просторна и средња временска брзина
- Време путовања возила у тока
- Јединично време путовања возила у тока
- Временски интервал слеђења возила у току
- Растојање слеђења возила у току

### Проток возила
Проток возила је број возила који прође у посматраном времену кроз посматрани попречни пресек пута. Обележава се са q.

### Густина саобраћајног тока
Густина саобраћајног тока је број возила по јединици дужине саобраћајнице. Обележава се са g.

### Брзина саобраћајног тока
Разликујемо средњу просторну и средњу временску брзину саобраћајног тока.
Средња просторна брзина саобраћајног тока је брзина возила на посматраној деоници пута. Означава се са Vs. Ова брзина представља аритметичку средину тренутних брзина свих возила у саобраћајном току на посматраној деоници пута.  
Средња временска брзина саобраћајног тока је брзина кретања возила у одређеном посматраном временском интервалу. Означава се са Vt. Ова брзина представља аритметичку средину брзина свих возила саобраћајног тока који пролазе посматрани пресек пута у одређеном периоду времена.

### Време путовања возила у току
Време путовања возила у току представља средњу вредност времена путовања свих возила посматраног саобраћајног тока преко посматране деонице пута. Основна једница за изражавање времена путовања је минут, али се може користити и секунда или сат.

### Јединично време путовања возила у току
Јединично време путовања возила у току представља средњу вредност времена, свих возила посматраног саобраћајног тока, потребног да се пређе једниница растојоња, тј.  један километар посматраное деонице пута.

### Временски интервал слеђења возила у току
Временски интервал слеђења возила у току представља време између проласка чела два узастопна возила кроз замишљени пресек посматране деонице пута. Основна јединица за изражавање је секунда, овај параметар се најчешће обележава са th .

### Растојање слеђења возила у току
Растојање слеђења возила у току представља просторни размак између чела два узастопна возила у саобраћајном току и најчешће се означава са Sh , a изражава у метрима.